# Фрис, Фрэнк Келли
Фрэнк Келли Фрис (англ. Frank Kelly Freas; 27 августа 1922—2 января 2005) — американский художник-иллюстратор, специализировавшийся в области научно-фантастического книгоиздания.

## Биография
Урождённый Фрэнк Келли, Фрис — фамилия отчима. Родился в семье фотографов. Вырос в Канаде. Окончил школу Лафайет в Буффало (1938), где учился у известного американского педагога Элизабет Вайфенбах. После армейской службы продолжил образование в Питсбургском институте искусства и начал работать в области рекламы.
В 1950 году на обложке ноябрьского номера журнала «Weird Tales» была опубликована первая работа художника в области фантастической литературы. В этом качестве Фрис был беспрецедентно успешен: он девять раз был удостоен премии «Хьюго» в 1955—1976 годах и в 10-й раз получил её в 2001 году ретроспективно, за работу 1951 году, когда премия не вручалась; номинировался же на премию Фрис 20 раз, и оба эти результата далеко опережают всех возможных конкурентов. Фрис получил и ряд других премий, а в 2003 году. Питсбургский институт искусства удостоил его почётной степени доктора искусств. В 1982—1983 годах Келли Фрис был президентом Американской ассоциации художников-иллюстраторов фантастики.
В меньшей степени Фрис занимался разными другими видами графики (в частности, комиксом). Ему также принадлежит обложка альбома News of the World (1977) группы Queen, созданная на основе существенно более раннего рисунка.